# مته، مونته‌نگرو
مته (به لاتین: Meteh) یک منطقهٔ مسکونی در مونته‌نگرو است که در پلاو واقع شده‌است. مته ۳۱۲ نفر جمعیت دارد.